# Quin Snyder
Quin Price Snyder (Mercer Island, 30 de outubro de 1966) é um treinador norte-americano de basquete profissional que atualmente treina o Atlanta Hawks da National Basketball Association (NBA).
Depois de ser assistente no Philadelphia 76ers, Los Angeles Lakers, Atlanta Hawks e CSKA Moscou, ele foi o treinador principal do Jazz por oito temporadas e ficou conhecido por ser um treinador de mente ofensiva.

## Primeiros anos
Snyder nasceu em Mercer Island, Washington, e se formou na Mercer Island High School em 1985. Duas vezes jogador estadual do ano, Snyder levou o time ao título estadual de 1985.

## Carreira universitária

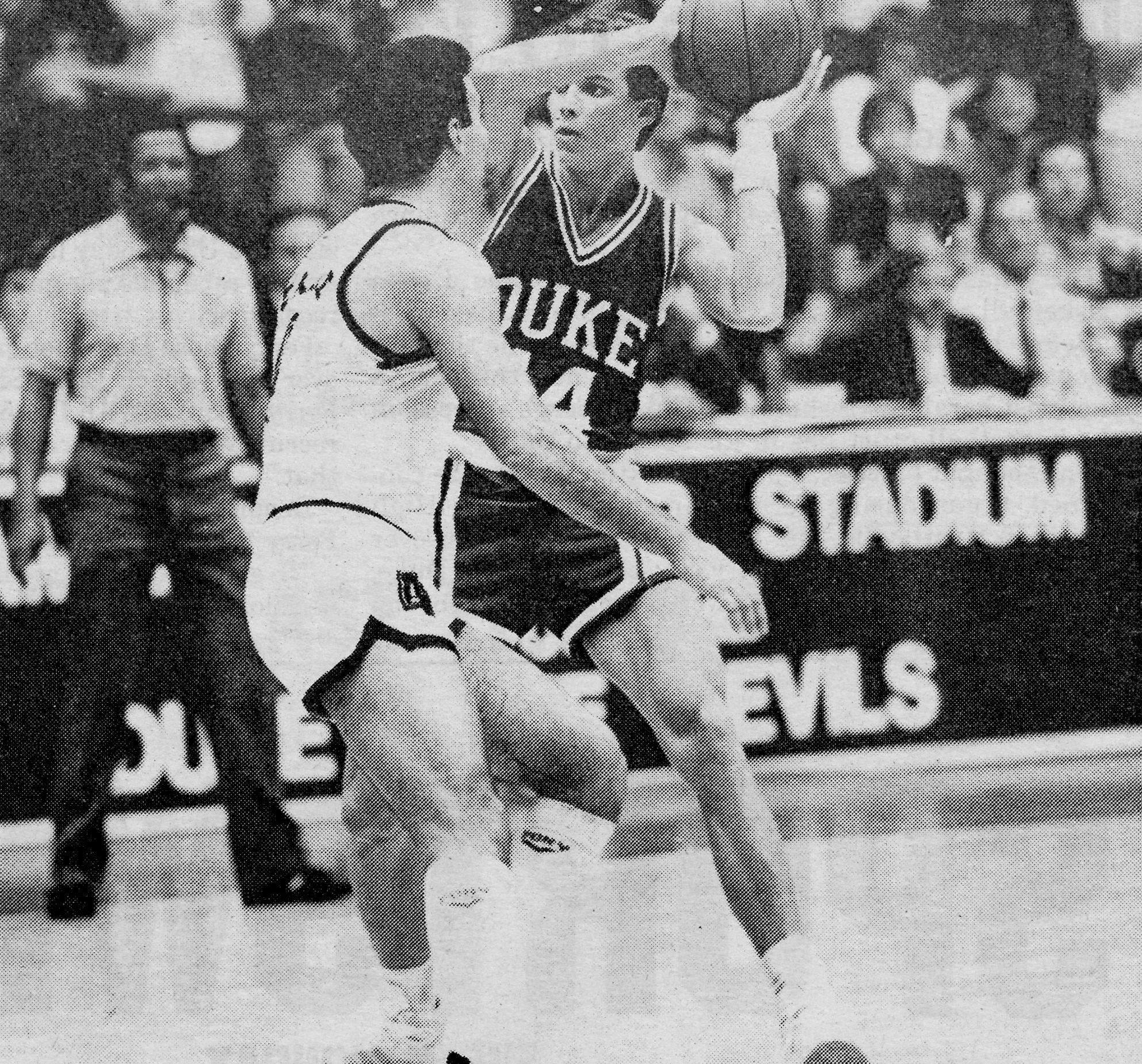
Snyder como calouro em Duke

Na Duke University, Snyder foi armador de 1985 a 1989 e seu time jogou no Final Four do Torneio da NCAA em 1986, 1988 e 1989. Ele se tornou titular em sua segunda temporada (1987) e foi titular em quase todos os jogos no restante de sua carreira. Ele foi eleito capitão da equipe em sua última temporada.
Ele se formou em Duke em 1989 com especialização dupla em filosofia e ciência política e, mais tarde, recebeu um MBA da Duke Fuqua School of Business em 1995.

## Carreira de treinador

### Los Angeles Clippers (1992–1993)
No meio de seu trabalho de pós-graduação, Snyder passou a temporada de 1992-93 como assistente técnico do Los Angeles Clippers.

### Duke (1993–1999)
De 1993 a 1995, Snyder atuou como assistente administrativo do técnico Mike Krzyzewski, enquanto Snyder concluia seu MBA em Duke. Depois de concluir os dois diplomas em 1995, Snyder tornou-se assistente técnico em tempo integral. Em 1997, Duke promoveu Snyder a categoria de principal assistente. Durante o tempo de Snyder em Duke, a equipe chegou até o fez as finais do Torneio da NCAA de 1994 e 1999.

### Missouri (1999–2006)
Em 1999, Snyder aceitou o cargo de técnico principal da Universidade do Missouri. Ele levou a equipe a quatro vagas consecutivas no Torneio da NCAA, incluindo o Elite Eight em 2002, a melhor marca da história da universidade.
No verão de 2003, Snyder foi assistente técnico dos Estados Unidos nos Jogos Pan-americanos. Em maio de 2004, Snyder foi citado em 17 acusações como parte de uma investigação da NCAA sobre violações de recrutamento, centradas em presentes impróprios para seduzir Ricky Clemons. O programa foi colocado em uma punição de três anos naquele novembro, depois que o comitê de infrações da NCAA determinou que um assistente comprou refeições, forneceu transporte e contatou recrutas ilegalmente. O comitê rejeitou as alegações da universidade de que as violações das regras foram inadvertidas, embora também tenha rejeitado as acusações de violações graves. Mais tarde, Snyder  admitiu ter levado jogadores em sua casa para "uma refeição ocasional" e dar roupas a Clemons.
Em 10 de fevereiro de 2006, após uma derrota de 26 pontos para Baylor, Snyder renunciou ao cargo de técnico. Ele terminou com um recorde de 126– 91 ao longo de sete anos. Após sua renúncia, Snyder acusou o diretor atlético do Missouri, Mike Alden, de enviar Gary Link, um analista de basquete e assistente de Alden, para informá-lo de que ele seria demitido após a temporada.

### Austin Toros (2007–2010)
Após sua saída de Missouri em 2006, Snyder inicialmente desistiu da carreira de treinador. Mas, em maio de 2007, ele aceitou o cargo de treinador principal do Austin Toros na D-League.
Na primeira temporada, o time de Snyder venceu o título da Divisão Sudoeste e chegou às finais da D-League. Em sua segunda temporada, ele levou os Toros a uma temporada de 32 vitórias, chegando as semifinais da D-League e recebeu o prêmio Dennis Johnson de Treinador do Ano. Em sua última temporada com o time, o Toros compilou mais uma temporada de 32 vitórias e novamente chegou às semifinais. Durante seu mandato de três anos em Austin, Snyder compilou mais vitórias e levou mais jogadores à NBA do que qualquer outro técnico da D-League.

### Philadelphia 76ers (2010–2011)
Em 11 de junho de 2010, Snyder foi contratado como treinador de desenvolvimento de jogadores do Philadelphia 76ers da NBA, trabalhando com o treinador principal, Doug Collins. Logo depois, Snyder começou a treinar candidatos ao draft em treinos anteriores ao draft da NBA de 2010, incluindo o futuro jogador dos 76ers, Evan Turner.

### Los Angeles Lakers (2011–2012)

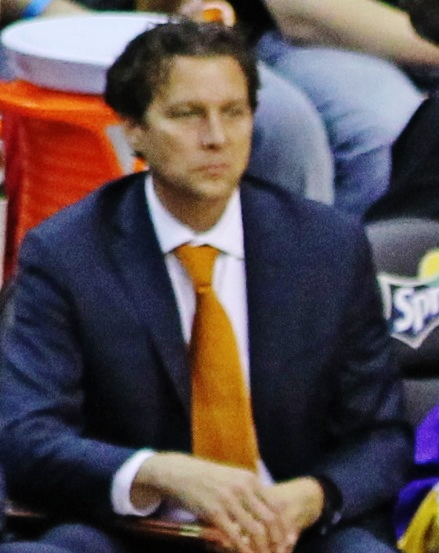
Snyder como assistente técnico do Lakers em 2012

Em 1º de julho de 2011, o Los Angeles Lakers contratou Snyder como assistente do técnico Mike Brown. Em uma temporada encurtada por uma greve, o Lakers terminou a temporada de 2011-12 em primeiro lugar na Divisão do Pacífico com um recorde de 41-25. Os Lakers avançaram para as semifinais da Conferência Oeste.

### CSKA Moscou (2012–2013)
Em 8 de julho de 2012, o CSKA Moscou, da VTB United League, contratou Snyder como o assistente técnico principal de Ettore Messina. O CSKA chegou ao Final Four da Euroliga nesta temporada, mas perdeu para o eventual campeão Olympiacos na semifinal.

### Atlanta Hawks (2013–2014)
Em 10 de junho de 2013, o Atlanta Hawks contratou Snyder como o assistente técnico principal.

### Utah Jazz (2014–2022)
Em 6 de junho de 2014, Snyder foi contratado pelo Utah Jazz para ser o técnico principal do time. Snyder trabalhou anteriormente com o gerente geral do Jazz, Dennis Lindsey, de 2007 a 2010, quando Lindsey era gerente geral assistente do San Antonio Spurs e Snyder treinava o afiliado dos Spurs na D-League, Austin Toros. Em junho de 2018, Snyder foi nomeado finalista do Prêmio de Treinador do Ano.
Em 18 de fevereiro de 2021, Snyder foi nomeado o treinador da Conferência Oeste para o All-Star Game da NBA de 2021 como resultado do recorde de 23–5 de sua equipe na NBA.
Em 5 de junho de 2022, Snyder renunciou ao cargo de técnico do Jazz após oito temporadas com um recorde de temporada regular de 372–264.

### Retorno a Atlanta (2023–presente)
Em 26 de fevereiro de 2023, o Atlanta Hawks contratou Snyder como treinador principal.

## Recorde como treinador principal

### Universidade
| Temporada                                       | Time                                            | Recorde                                         | Conferencia                                     | Classificação                                   | Pós-Temporada                                   |
| Missouri Tigers (Big 12 Conference) (1999-2006) | Missouri Tigers (Big 12 Conference) (1999-2006) | Missouri Tigers (Big 12 Conference) (1999-2006) | Missouri Tigers (Big 12 Conference) (1999-2006) | Missouri Tigers (Big 12 Conference) (1999-2006) | Missouri Tigers (Big 12 Conference) (1999-2006) |
| ----------------------------------------------- | ----------------------------------------------- | ----------------------------------------------- | ----------------------------------------------- | ----------------------------------------------- | ----------------------------------------------- |
| 1999–00                                         | Missouri                                        | 18–13                                           | 10–6                                            | 6th                                             | Rodada de 64 do Torneio da NCAA                 |
| 2000–01                                         | Missouri                                        | 20–13                                           | 9–7                                             | 6th                                             | Rodada de 32 do Torneio da NCAA                 |
| 2001–02                                         | Missouri                                        | 24–12                                           | 9–7                                             | 6th                                             | Elite Eight do Torneio da NCAA                  |
| 2002–03                                         | Missouri                                        | 22–11                                           | 9–7                                             | T–5th                                           | Rodada de 32 do Torneio da NCAA                 |
| 2003–04                                         | Missouri                                        | 16–14                                           | 9–7                                             | T–5th                                           | Primeira rodada do NIT                          |
| 2004–05                                         | Missouri                                        | 16–17                                           | 7–9                                             | T–8th                                           | Primeira rodada do NIT                          |
| 2005–06                                         | Missouri                                        | 10–11*                                          | 3–7*                                            |                                                 |                                                 |
| Carreira                                        | Carreira                                        | 126–91                                          | 56–50                                           |                                                 |                                                 |

### NBA
| Temporada regular | Temporada regular | Temporada regular | Temporada regular | Temporada regular | Temporada regular | Temporada regular      | Playoffs | Playoffs | Playoffs | Playoffs | Playoffs                             |
| Ano               | Time              | J                 | V                 | D                 | %                 | Classificação          | J        | V        | D        | %        | Resultado Final                      |
| ----------------- | ----------------- | ----------------- | ----------------- | ----------------- | ----------------- | ---------------------- | -------- | -------- | -------- | -------- | ------------------------------------ |
| 2014–15           | Utah              | 82                | 38                | 44                | .463              | 3º na Divisão Noroeste | —        | —        | —        | —        | Não foi para os playoffs             |
| 2015–16           | Utah              | 82                | 40                | 42                | .488              | 3º na Divisão Noroeste | —        | —        | —        | —        | Não foi para os playoffs             |
| 2016–17           | Utah              | 82                | 51                | 31                | .622              | 1º na Divisão Noroeste | 11       | 4        | 7        | .364     | Perdeu nas Semifinais de Conferência |
| 2017–18           | Utah              | 82                | 48                | 34                | .585              | 3º na Divisão Noroeste | 11       | 5        | 6        | .455     | Perdeu nas Semifinais de Conferência |
| 2018–19           | Utah              | 82                | 50                | 32                | .610              | 3º na Divisão Noroeste | 5        | 1        | 4        | .200     | Perdeu na Primeira Rodada            |
| 2019–20           | Utah              | 72                | 44                | 28                | .611              | 3º na Divisão Noroeste | 7        | 3        | 4        | .429     | Perdeu na Primeira Rodada            |
| 2020–21           | Utah              | 72                | 52                | 20                | .722              | 1º na Divisão Noroeste | 11       | 6        | 5        | .545     | Perdeu nas Semifinais de Conferência |
| 2021–22           | Utah              | 82                | 49                | 33                | .598              | 1º na Divisão Noroeste | 6        | 2        | 4        | .333     | Perdeu na Primeira Rodada            |
| 2022–23           | Atlanta           | 21                | 10                | 11                | .476              | 2º na Divisão Sudeste  | 6        | 2        | 4        | .333     | Perdeu na Primeira Rodada            |
| 2023–24           | Atlanta           | 82                | 36                | 46                | .439              | 3º na Divisão Sudeste  | —        | —        | —        | —        | Não foi para os playoffs             |
| Carreira          | Carreira          | 739               | 418               | 321               | .561              |                        | 57       | 23       | 34       | .379     |                                      |